# باشگاه فوتبال یاکسلی
باشگاه فوتبال یاکسلی (به انگلیسی: Yaxley Football Club) یک باشگاه فوتبال در شهر یاکسلی، کشور انگلستان است که در سال ۱۹۶۲ میلادی تأسیس شده‌است.